# Traversella
Traversella é uma comuna italiana da região do Piemonte, província de Turim, com cerca de 386 habitantes. Estende-se por uma área de 39 km², tendo uma densidade populacional de 10 hab/km². Faz fronteira com Pontboset (AO), Donnas (AO), Valprato Soana, Quincinetto, Ronco Canavese, Tavagnasco, Brosso, Trausella, Meugliano, Ingria, Frassinetto, Vico Canavese, Castelnuovo Nigra.

## Demografia
| Variação demográfica do município entre 1861 e 2011                               |
|                                                                                   |
| Fonte: Istituto Nazionale di Statistica (ISTAT) - Elaboração gráfica da Wikipedia |